# Maripa elongata
Maripa elongata är en vindeväxtart som beskrevs av Adolpho Ducke. Maripa elongata ingår i släktet Maripa och familjen vindeväxter. Inga underarter finns listade i Catalogue of Life.